# Ruta Provincial 4 (Mendoza)
La Ruta Provincial 4 es una ruta de la provincia argentina de Mendoza, conocida localmente como carril Nicolás Rodríguez Peña. Abarca en toda su extensión los Departamentos de Godoy Cruz y Maipú, desde su intersección al oeste con la Lateral Este del Acceso Sur (Ruta Nacional 40) hasta su unión al este con la Lateral Sur de la Ruta Nacional 7.
Tiene una extensión total de 9 km, calzada asfaltada y continúa incluida dentro del Nomenclador de Rutas Primarias de la Red Vial aprobado por Decreto N° 743, publicado en el Boletín Oficial de la Provincia de Mendoza N° 24.707 del 1 de agosto de 1994.

## Localidades
Esta ruta provincial abarca, en sentido oeste-este, los siguientes distritos departamentales:
- San Francisco del Monte (Godoy Cruz): Desde la Lateral Este del Acceso Sur (Ruta Nacional 40) hacia el este hasta calle 9 de Julio (Límite interdepartamental con Maipú).
- Gral. Luzuriaga, General Gutiérrez y Coquimbito (Maipú): Desde calle 9 de Julio (Límite interdepartamental con Godoy Cruz) hasta Lateral Sur de Ruta Nacional 7.

## Ubicación por Coordenadas
- -32°55'34" | -68°49'27" (Punto Oeste)
- -32°56'56" | -68°43'43" (Punto Este)